# AT&T T-14
AT&T T-14 (ehemals DirecTV-14) ist ein Fernsehsatellit des US-amerikanischen Satellitenbetreibers und Programmanbieters DirecTV.
Er wurde am 6. Dezember 2014 um 20:40 Uhr UTC mit einer Trägerrakete Ariane 5 ECA von der Startrampe ELA-3 im Centre Spatial Guyanais bei Kourou zusammen mit GSAT-16 in eine geostationäre Umlaufbahn  gebracht.
Der dreiachsenstabilisierte Satellit ist mit 76 Spot-Ka-Band- und 18 National-Reverse-Transpondern ausgerüstet und soll von der Position 99° West aus die USA einschließlich Alaska, Hawaii und Puerto Rico mit HD- und Ultra-HD-Fernsehen versorgen. Er wurde auf Basis des Satellitenbus LS 1300 der Firma Space Systems/Loral gebaut und besitzt eine geplante Lebensdauer von 15 Jahren.